# La Vérité (film, 2015)
Ne doit pas être confondu avec La Vérité (film, 1960) ou La Vérité (film, 2019).
Pour les articles homonymes, voir Vérité et La Vérité.
Pour plus de détails, voir Fiche technique et Distribution.
La Vérité est un film documentaire-fiction français réalisé par Julien Bourges, sorti en 2015.
Pour ce film, parmi les habitants de Castanet-Tolosan, le réalisateur reçoit la médaille de la ville par leur maire Arnaud Lafon en janvier 2016.

## Synopsis
Entre tristesse et colère après le suicide de son ancien élève sourd ayant rencontré des situations socialement difficiles, une jeune enseignante pour enfants sourds crie haut et fort pour faire bouger la société avec l'aide d'un journaliste.
Ce film documentaire se concentre sur les témoignages d'un parent entendant d'enfant sourd, d'un stagiaire d'oto-rhino-laryngologie (ORL), d'un professeur spécialisé, d'un historien, d'une psychologue et, entre autres encore, du réalisateur lui-même sourd Julien Bourges qui parlent de leur vécu et des situations rencontrées.

## Fiche technique
Sauf indication contraire ou complémentaire, les informations mentionnées dans cette section proviennent du générique de fin de l'œuvre audiovisuelle présentée ici.
- Titre original : La Vérité
- Réalisation, scénario, montage et production : Julien Bourges
- Société de production et de distribution : Production Bourges
- Pays de production :  France
- Langue originale : langue des signes française
- Format : couleur
- Genre : documentaire-fiction
- Durée : 97 minutes
- Date de sortie : France : 3 décembre 2015 (avant-première à Castanet-Tolosan)[1]

## Distribution
- Émilie Brigand
- Olivier Calcada
- Noémie Churlet
- Hélène Larrduy
- Victor Abbou

## Production

### Genèse et développement
Après bon nombre de courts métrages, Julien Bourges écrit, en 2013, un scénario de soixante pages pour son premier long métrage documentaire sur de différentes personnes sourdes et entendantes, s'inspirant également de son vécu. Ce projet lui prend « trois ans de travail en tant que bénévole (…). Je souhaite réaliser ce projet depuis plusieurs années. Ce sujet est très important pour la communauté sourde. Les sourds et les professionnels m'ont raconté très souvent les problèmes qu'ils ont rencontrés partout. Mais il n'y a pas des traces écrites. Pour cela, je crée un film pour transporter les témoignages. Aujourd'hui, 80 % des sourds de naissance sont illettrés et seulement 5 % des sourds profonds accèdent à l'enseignement supérieur… Ces chiffres ne sont apparemment pas dramatiques parce que ces personnes sont sourdes… », raconte-il à La Dépêche du Midi.
Pour le besoin du budget « au minimum 8 000 euros », il consulte le site de financement participatif appelé KissKissBankBank grâce auquel il récolte plus de 10 000 euros en 90 jours. Non seulement, l'association Production Bourges est soutenue et parrainée par de nombreuses associations, entreprises et la Fédération nationale des sourds de France (FNSF).

### Tournage
Le tournage a lieu à Toulouse, Paris et Louhans, entre le 1er septembre et le 20 décembre 2014.

## Accueil

### Sortie et festival
La Vérité est sorti en avant-première à Castanet-Tolosan, le 3 décembre 2015. Il est projeté au Festival de cinéma de Douarnenez en fin août 2016, ainsi qu'au festival Belle, la différence ! à Bressuire (Deux-Sèvres), le 22 septembre 2018.

### Accueil critique
La Dépêche du Midi a bien compris que La Vérité « est la réalité de cet univers trop méconnu. Les diverses étapes retracent un parcours parfois déchirant mais ô combien réel pour ceux qui sont confrontés directement ou indirectement à la surdité. Lors du débat suivant la retransmission, comédiens, responsables d'associations ont tous été unanimes, ce sujet est très important pour la communauté sourde mais également pour le monde des entendants. Ce film mérite d'être à l'affiche dans les salles de cinéma. C'est d'ailleurs la prochaine préoccupation de Julien, qui a reçu le soutien total de tous, notamment celui de la Fédération ».